# Paul Seixas
Paul Seixas (* 24. September 2006 in Lyon) ist ein französischer Radrennfahrer, der auf der Straße und im Cyclocross aktiv ist.

## Sportlicher Werdegang
Als Junior war Seixas einer der erfolgreichsten Fahrer seines Jahrgangs. Bereit im ersten Jahr als Junior beendete er verschiedene Rundfahrten unter den Top 10 und gewann regelmäßig deren Nachwuchswertung. 2024 folgten Siege unter anderem beim Juniorenrennen von Lüttich–Bastogne–Lüttich, bei der Tour du Pays de Vaud und beim Giro della Lunigiana. Zum Saisonende gewann er zunächst bei den Europameisterschaften die Bronzemedaille im Straßenrennen, wenige Tage später kürte er sich bei den Weltmeisterschaften in Zürich zum Junioren-Weltmeister im Einzelzeitfahren. In der Wintersaison auch im Cyclocross aktiv, konnte er als Junior verschiedene kleinere Rennen in Frankreich und in der Schweiz für sich entscheiden. Bestes Weltcup-Ergebnis war ein dritter Platz in Namur, bei Weltmeisterschaften ein 15. Platz in der Saison 2022/23.
Aufgrund seiner Fähigkeiten im Einzelzeitfahren und in den Bergen gilt Seixas als großes Talent mit dem Potential, eine Grand Tour zu gewinnen. Zur Saison 2025 erhielt er direkt einen Profivertrag beim UCI WorldTeam Decathlon AG2R La Mondiale.

## Erfolge

### Cyclocross
2023/2024
- Französischer Juniorenmeister

### Straße
2023
- Nachwuchswertung Watersley Junior Challenge
- Punkte- und Nachwuchswertung Ain Bugey Valromey Tour
- Nachwuchswertung Saarland Trofeo
- Nachwuchswertung Tour de Gironde International
- Nachwuchswertung Eroica Juniores

2024
- Junioren-Weltmeister – Einzelzeitfahren
- Junioren-Europameisterschaften – Straßenrennen
- Französischer Juniorenmeister – Einzelzeitfahren, Mixed-Staffel
- Lüttich–Bastogne–Lüttich (Junioren)
- Gesamtwertung, eine Etappe, Punkte- und Bergwertung Giro della Lunigiana
- eine Etappe und Bergwertung Ain Bugey Valromey Tour
- Gesamtwertung und eine Etappe Tour du Pays de Vaud
- Bergwertung Eroica Juniores
- Classique des Alpes